# Вимикання системи в Південній Кореї
Система вимикання Південної Кореї була спрямована на запобігання молодіжному Інтернету через занурення в рамках урядової політики для захисту молоді від шкідливих засобів масової інформації в небезпечних середовищах на основі статті 2 Закону про захист молоді. Це технічний захід, щоб закрити деякий доступ до Інтернет-ігор з опівночі до 6 ранку для молодих людей у віці до 16 років, і названий в статті 26 Закону про захист молоді.

## Вступ до фону
У жовтні 2004, кілька громадських організацій сформували "форум для заходів щодо забезпечення прав молоді спати", закликаючи до введення системи вимикання для онлайн-ігор з метою забезпечення права молоді спати. 
18 липня 2005, часткова поправка до закону про захист молоді був запропонований Кім GNP ' s-Kyung, який першим намагався законодавчо закрита система, але законодавство було скасовано через розбіжності між ігрової індустрії і Міністерства культури, туризму та туризму (зараз Міністерство культури, спорту та туризму).
У жовтні 2006, з метою запобігання Інтернет надмірного занурення, в тому числі онлайн-ігри, акт про запобігання і ліквідації Інтернет-залежність була введена (GNP Кім ХІ-Юнга представника), щоб попередити користувачів про те, що певна кількість часу пройшло з тих пір служба пройшло, і накладає штраф за довгострокове використання, особливо для молодих користувачів. На вимогу законного представника, такого як опікун, Закон був покликаний обмежити послугу, але це було аналогічним чином скасовано в той час. 
10 липня 2008, часткова поправка до закону про захист неповнолітніх була введені в GNP ' s Кім Jae-Kyung, який забороняє онлайн ігрових компаній з 12 ранку до 6 ранку, і якщо вони порушують це і забезпечити онлайн ігрових послуг, вони будуть оштрафовані 10000000 виграв або ув'язнений на до двох років.
22 квітня 2009 року введено часткову зміну закону про захист неповнолітніх, і зміст, передбачений в законопроєкт був схожий на сенатора Кім, який був оштрафований на 10000000 виграла або ув'язнений на термін до двох років, у тому числі заборона на онлайн ігрових послуг з 12 ранку до 6 ранку, заборона на молодіжний вік, згода на згоду на Інтернет-попередження наркоманії, і Інтернет-ігри наркоманія застереження застереження для ігор.
3 червня 2010 Міністерство культури, спорту та туризму погодили змінити поправки, передбачені Міністерством культури, спорт і туризм і Міністерство у справах жінок і сімей, а потім, 29 квітня, 2011, Національна Асамблея Республіки Корея пройшла запропонована поправка до закону про захист неповнолітніх, який обмежує введення "закрита система" на пленарному засіданні Національної асамблеї Республіки Корея в першу і першу чергу 16 років. 
На 20 листопада 2011, система вимикання була офіційно реалізована, і південнокорейський уряд ухвалив рішення про комендантську годину до січня 2012.
24 квітня 2014 р. Конституційний суд здійснив конституційне рішення.

## Молодіжний Інтернет-гра вимикання системи інцидент
У 2014 Конституційний суд виніс рішення у Конституційному клопотанні (2011 конституційне право 659), що три людини, в тому числі парк МО, який мав дітей з 13 ігрових компаній і 16-річних, порушив розділ 26 старого закону про захист молоді, який заборонив надання Інтернет-ігор з 0 до 6 ранку до неповнолітніх до 16 років.

## Подібних випадках
Китай, який має найбільші онлайн-ігри населення, реалізувала три години відключення системи з 2007. Є програмні обмеження, які дозволяють молоді у віці до 18 відняти очки, зароблені з гри, якщо вони грають більше трьох годин поспіль. Якщо максимальний час онлайн гри перевищує 5 годин, всі ігрові бали запрограмовані зникнути. Тим не менш, існують різні доцільні способи уникнути регулювання. У той же час, профілактика онлайн-ігор наркоманії, як видається, синхронізовані з твердженням розвинених країн гри, що вона може працювати в догляді та захисту батьків.